# Karl Goldmark
Karl Goldmark (18. května 1830, Keszthely – 2. ledna 1915, Vídeň) byl maďarský hudební skladatel židovského původu působící především ve Vídni. Jeho nejznámějším dílem je opera Královna ze Sáby (Die Königin von Saba).

## Životopis
V letech 1842–1844 studoval housle na akademii v Sopronu. Roku 1846 odešel do Vídně, kde se ve hře na housle zdokonaloval nejprve soukromě u Leopolda Jansy a posléze na Vídeňské konzervatoři u Josepha Böhma. Harmonii ho zde učil Gottfried Preyer. Ve skladbě byl samoukem. Brzy také sám učil, jeho žákem byl mj. Jean Sibelius.
Byl i hudebním novinářem. Během známých vídeňských muzikologických sporů (wagneriáni versus Brahms a Hanslick) stál na straně Wagnera, byť se s Wagnerem kvůli jeho antisemitismu nikdy osobně nesblížili, kdežto s Brahmsem byli dlouho blízcí přátelé. Jeho hudba je za wagnerovskou také často označována.
Zlom v jeho kariéře nastal inscenováním jeho první opery Královna ze Sáby v roce 1875. Ta pak patřila k nejoblíbenějším operám konce 19. století a Vídeňská státní opera ji měla na repertoáru nepřetržitě až do roku 1938. Úspěch zaznamenaly i skladby, které publikoval vzápětí: symfonie Ländliche Hochzeit z roku 1876 a Violin Concerto No. 1 z roku 1877. Jeho další díla, včetně šesti oper (např. Merlin z roku 1886), už tolik neuspěla.
Jeho synovec Rubin Goldmark (1872–1936) byl také hudebním skladatelem, žákem Antonína Dvořáka. Působil především v New Yorku.